# Dielocroce harterti
Dielocroce harterti is een insect uit de familie van de Nemopteridae, die tot de orde netvleugeligen (Neuroptera) behoort. 
Dielocroce harterti is voor het eerst wetenschappelijk beschreven door Navás in 1913.